# Andrea Crini
Andrea Crini je zpěvohra o třech jednáních českého skladatele Hanuše Trnečka na libreto českého spisovatele Bohuslava Beneše (1863–1934). Byla napsána roku 1898 a premiéru měla 2. února 1900 v pražském Národním divadle.

## Vznik, charakteristika a historie
Profesor Pražské konzervatoře Hanuš Trneček byl na přelonmu 19. a 20. století významným činitelem české hudební scény, a to i v organizačních záležitostech, mj. ze své funkce předsedy hudebního oboru Umělecké besedy (1894–1913). V roce 1890 uvedlo Národní divadlo jeho operu Amaranta, původně psanou na německé libreto, avšak nepříliš úspěšně, takže se nerealizoval záměr uvést následně Trnečkovu starší operní aktovku Houslaři cremonští. Následující Trnečkova opera Smytá vina na libreto Alberta Rostrana (1896) provedena nebyla; skladatel ji zadal až na sklonku života roku 1913 vinohradskému divadlu, ani to ji však nakonec nenastudovalo.
Poštěstilo se mu to však s následující operou Andrea Crini. Její libreto bylo tentokrát, na rozdíl od předchozích, původně české. Jeho autor Bohuslav Beneš byl synem ředitelem pražského hotelu Saský dvůr a jako spisovatel byl znám jen jako autor časopiseckých povídek. Námět však byl vzat ze středověké historie města Benátek. Jména hrdinů i konkrétní děj jsou sice zcela smyšlené, jistou inspirací je však příběh dóžete Marina Faliera, který se roku 1355 údajně pokusil s lidovou podporou o svržení aristokratické Benátské republiky a chtěl se stát benátským knížetem, byl však odhalen a popraven (tento příběh je podkladem opery Marino Faliero Gaetana Donizettiho).
Andreu Crini přijalo k provedení Národní divadlo a uvedlo ji jako první českou operní premiéru roku 1900. Obsazení bylo prvotřídní: v titulní roli Vladislav Florjanský, Bohumil Benoni v roli dóžete a Růžena Maturová v roli Beatrice; hlavní zápornou postavu Berniniho vytvořil Otakar Mařák. Jak vzpomínal ředitel František Adolf Šubert, nešetřilo divadlo na této premiéře píli ani náklady. Premiéra proto byla velmi úspěšná, Hanuš Trneček byl „bouřlivě vyvoláván a okázalými poctami vyznamenán; též spisovatel librety byl aklamován a osobně se děkoval“. Trneček obdržel tři stříbrné věnce, jednu stříbrnou ratolest, řadu květinových darů atd.
Uvedení Trnečkovy opery padlo do napjaté doby. Andrea Crini byl přijat k provedení ještě předtím, než do funkce dramaturga opery nastoupil Zdeněk Fibich, a mezi oběma muži nebyly dobré vztahy. Navíc tehdy probíhal převrat ve správě Národního divadla, Družstvu Národního divadla (s převládajícím staročeským vlivem tehdy končila smlouva a po kampani, která probíhala počátkem roku 1900, získala novou smlouvu mladočeská Společnost Národního divadla a změnilo se celé vedení divadla. Třetím uchazečem o vedení divadla byla skupina kolem Umělecké besedy, jejímž vůdcem v této záležitosti byl právě Hanuš Trneček. Přijetí Trnečkovy opery a reakce na ni proto do jisté míry odrážely tyto mocenské boje.
Libreto bylo kritikou přijato nepříznivě. Někteří recenzenti (Jaromír Borecký v Národních listech) litovali, že se děj neopíral o skutečnou historickou událost, hlavně však Benešovi vytýkali (jako např. Emanuel Chvála v Národní politice), že se „úzkostlivě přidržoval šablony zastaralé“. Libreto překypovalo omšelými divadelními efekty – „brzy zachází měsíc a vychází slunce, brzy hádka, brzy ples, brzy strach, boj a brzy jásot vítězství, brzy průvody, slavnosti a brzy nářky nad oběťmi popraviště a moře…“ (Borecký). „Slavnosti a státní akce ovládají jeviště“, stěžuje si Chvála; na jevišti je téměř stále sbor a kompars, což neumožňuje ani skladateli, ani obecenstvu oddychnout si v komornějších, jednotlivých postavám věnovaných momentech. Tato šablonovitá, na efekt vypočítaná stavba však byla zjevně výsledkem Benešovy snahy „býti zajedno se skladatelem a jeho hudebními záměry“, a nešla tedy přímo na jeho vrub (to spíše skladatel „projevil povážlivý nevkus“, neboť „volba textu jest nepokrytým kriteriem povolaného operního skladatele“). S touto výhradou kritika uznávala poměrně dobrou dramatickou stavbu opery, „obratnost scenickou“, zejména pak ve druhém jednání. Odsuzovala však slovesné zpracování libreta: podle Františka Václava Krejčího (referát v jím redigovaném časopise Rozhledy) byl text Andrea Criniho směšně diletantský „nejen banalitami svého obsahu, ale přímo školáckou mluvou, ba i gramatikou“; recenzent v Daliboru kritizoval Benešovu „skrovnou znalost techniky básnické, veršování a rýmování“ a Borecký o něm tvrdil, že „s básnickou dikcí a rýmy těžce zápolí“.
Hudbu Hanuše Trnečka řada recenzentů posuzovala z hlediska dobové představy o pokroku od číslové a převážně homofonní italské nebo francouzské opery k polyfonně založenému hudebnímu dramatu ve stylu Richarda Wagnera. Z této perspektivy se i těm nejpříznivějším (např. Chvála) jevila jako konzervativní a poněkud zastaralá; podle Zdeňka Nejedlého byla napsána „v duchu co nejstarším, ale skoro směšná, jakoby parodie na starou operu“. Jaromír Borecký mínil, že se Trneček „se svými operními názory […] ocitl na scestí. Tak smělo se komponovati snad ještě před šedesáti lety“. Ostře se v tomto smyslu vyjádřil F. V. Krejčí, pro kterého znamenal Andrea Crini „hotový skok nazpět, reakci, přetržení vývoje a úžasné snížení kritéria, které na operu v zemi Smetanově jsme dlužni klást […] stojí hluboce pod měrou požadavků, které v době powagnerovské jsme nuceni klást na umělecké svědomí a theoretické přesvědčení operní komponisty“. Podle něj Trneček „složil hudbu, která jej uvádí v podezření, že zaspal posledních třicet let vývoje evropské i české opery, hudbu eklektickou, po italsku přecukrovanou, hledící působiti jen melodickými efekty a sladkostí zvuku.“ Andrea Crini nebyl rozhodně prokomponovaným hudebním dramatem: „u p. Trnečka žije partie ještě svým samostatným životem a dramatické situace jsou tu ne náměty, ale pouhými záminkami k parádním ariím, duetům, ensemblům, serenádám, mandolinatám, pompesním finale, průvodům atd. … o skutečném stylu nemůže být ani řeči“. Emanuel Chvála však chválil pokrok skladatele od německé „sentimentální romantiky“, kterou se vyznačovala Trnečkova předchozí opera Amaranta, a upozorňoval: „Že Trneček přes konzervativní zásady své jest umělcem prozíravým a k požadavkům pokroku nechová se odmítavě, dokazuje sloh nové zpěvohry, ve které po vzorech moderních na potřeby plynného proudu děje, prokomponovaného dialogu, jasnosti a výraznosti slova zpívaného a symfonického prohloubení průvodu orchestrálního náležitý brán jest zřetel.“
Josef Boleška v časopisu Zlatá Praha stavěl hudbu Andrey Criniho pod úroveň Trnečkových instrumentálních prací a komentoval ji bez nadšení: „jest vybavena plynným proudem příjemných na poslech myšlenek […] Všechno v ní dobře, ač někdy trochu tučně zní.“ Skladatel byl zjevně úspěšnější v lyrických místech než v dramatických (jeho výraz podle E. Chvály sice zmužněl, ale „i dnes tíhne k sentimentálnosti a vyznačuje se jistým nadbytkem měkkosti“, deformujícím mj. charakter dóžete) a některé kritiky naznačovaly, že by se mu mohlo vést lépe v komické opeře. Recenzent Dalibora upozornil na jasnou přednost, kterou Trneček přisuzoval melodii, i na úkor jiných prvků opery („Ale za to se kantilény jeho vlichotí ve sluch každému!“), a na jeho schopnost dát orchestru zvukovou barvu. Ba i F. V. Krejčí při svém zdrcujícím odsudku Andrey Criniho jako celku v něm shledával „mnohý cenný rys: smysl pro výraznost a ohraničenost muzikálních myšlenek, smysl divadelní a jmenovitě smysl pro sytost a čaromoc melodií, v posledních dobách tak podceňovaný a přezíraný.“ Obecnou výčitkou na adresu Trnečkovy hudby byl nedostatek původnosti a eklekticismus; i když recenzent časopisu Dalibor Trnečka označoval za „eklektika neobyčejné mnohostrannosti“. Poněkud výjimečně mezi českými skladateli své doby údajně nevykazovala valné vlivy Smetany a Dvořáka. Recenzenti shodně vyzdvihovali jako nejpodařenější druhé dějství a v něm zejména meyerbeerovský milostný duet a následující kvartet na jeho počátku.
Na rozdíl od většiny hudební kritiky nalezl Andrea Crini u obecenstva příznivý ohlas. Recenzent Dalibora střízlivě poukázal na důvody: „přirozená, nereflektovaná hudebnost [Trnečkovy] opery veskrze přístupné a srozumitelné i širokým vrstvám divadelním našla vřelého přijetí tam, kde selhávají práce dlouhých nocí hluboce cítících, ale reflexí přirozenému hudebnímu cítění právě oddálených umělců“. I přesto po dvou měsících a po celkově pátém představení (30. března 1900) opustil jeviště Národního divadla. Nová správa Národního divadla ani žádné jiné divadlo ho už neuvedly.
Velmi nepříznivě vzpomínal na operu Andrea Crini Zdeněk Nejedlý: „Jedna z nejhorších, jež kdy přišly na Národní divadlo, nejen hudebně, ale i celým rázem, takový odvar operních manýr nejhoršího druhu, že bylo trapno pomyslit, že tohle napsal současný český hudebník a profesor konzervatoře.“ V jeho hodnocení hrála roli nechuť k Trnečkovi jako odpůrci Nejedlým adorovaného Zdeňka Fibicha. Nejedlého názor na Trnečka („skladatel slabý, ale tím více zato ctižádostivý“) se na dlouho prosadil, současná hudební vědkyně Vlasta Reittererová se však domnívá, že by negativní úsudek o Andreu Crinim bylo vhodné ověřit alespoň koncertním provedením.

## Osoby a první obsazení
| osoba | hlasový obor | premiéra (2. února 1900) |
| --- | ------------ | ------------------------ |
| Bartolomeo Crini, dože benátský                                                                             | baryton      | Bohumil Benoni           |
| Andrea Crini, jeho syn                                                                                      | tenor        | Vladislav Florjanský     |
| Bernini, člen Rady desíti                                                                                   | tenor        | Otakar Mařák             |
| Rovigo, člen Rady desíti                                                                                    | bas          | František Hynek          |
| Mangone, člen Rady desíti                                                                                   | bas          | Josef Žižka              |
| Martinigo, mladý šlechtic, stoupenec Andreův                                                                | tenor        | Josef Karásek            |
| Doro, mladý šlechtic, stoupenec Andreův                                                                     | baryton      | Karel Veverka            |
| Traffelin, prokurátor sv. Marka                                                                             | baryton      | Václav Viktorin          |
| Flavio, prokurátor sv. Marka                                                                                | bas          | Robert Polák             |
| Beatrice, dcera Flaviova                                                                                    | soprán       | Růžena Maturová          |
| Marianna, její společnice                                                                                   | mezzosoprán  | Anna Olivová             |
| Torani, velitel vojska benátského                                                                           | mluvená role | Emil Focht               |
| Kapitán vojska benátského                                                                                   | baryton      | Václav Kliment           |
| Občan benátský                                                                                              | baryton      | František Šír            |
| Patriarcha                                                                                                  | němá role    | Florentin Steinsberg     |
| Gondoliér                                                                                                   | tenor        | Hynek Švejda             |
| Členové rady desíti, prokurátoři sv. Marka, vyslancové, šlechtici a šlechtičny, lid obojího pohlaví, stráže |              |                          |
| Dirigent: Mořic Stanislav Anger                                                                             |              |                          |
| Režie: Adolf Krössing                                                                                       |              |                          |
| Scéna: Robert Holzer                                                                                        |              |                          |

## Děj opery
Děj se odehrává na konci středověku v Benátkách.

### 1. dějství

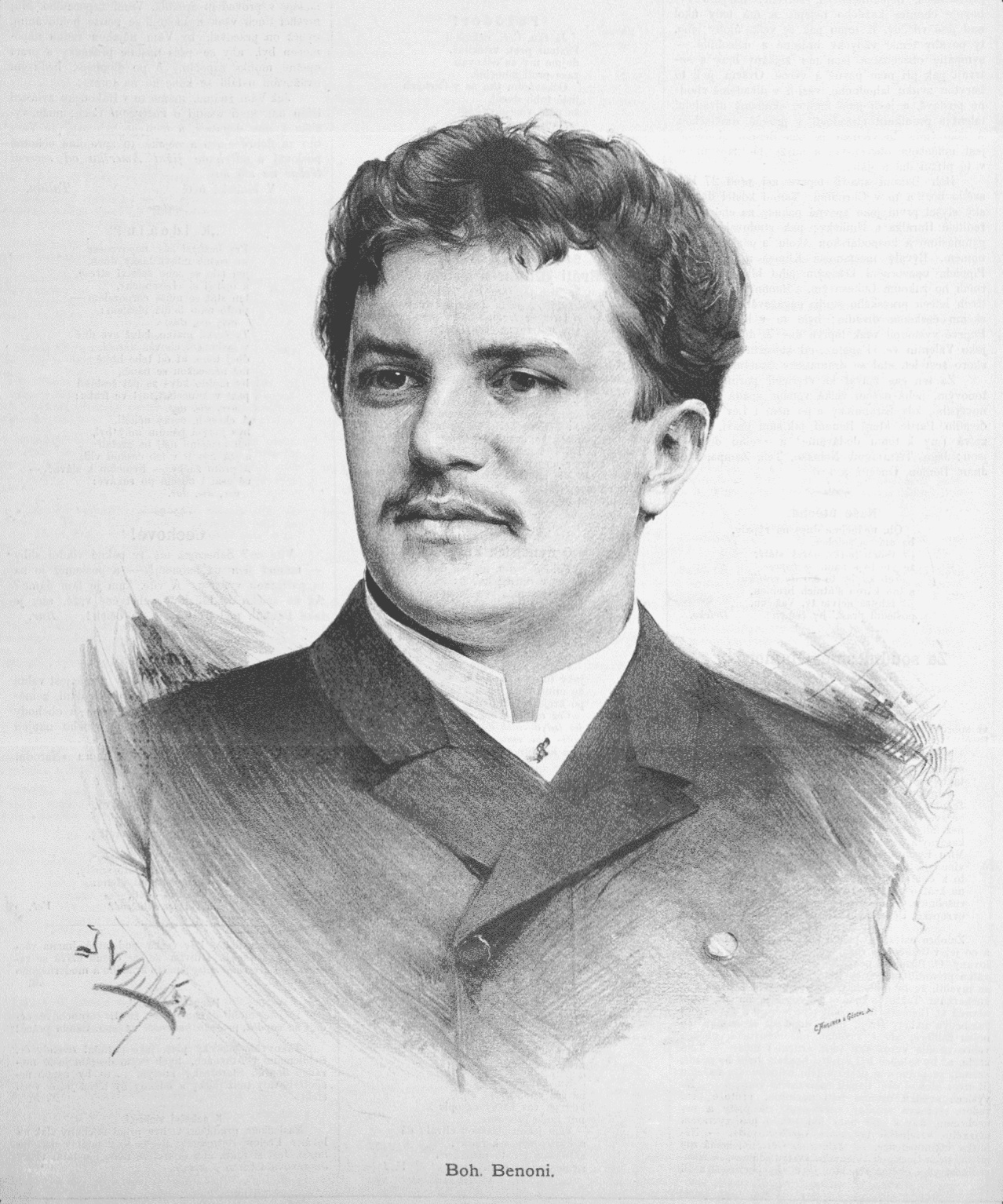
Bohumil Benoni, první představitel dóžete v opeře Andrea Crini, kresba Jana Vilímka

(Náměstí Svatého Marka, noc nad ránem) Do nočního ticha zaznívá píseň gondoliéra (Nad hladinou Adrie plá velké hvězdy jasný svit). Mladí šlechtici obklopující Andreu, syna dóžete Bartolomea Criniho, – mezi nimi Martinigo a Doro – bujaře pokračují v oslavách Andreova loučení se se svobodou, ale sám Andrea je zasmušilý. Jak připomíná svým druhům, nemůže se již dívat na křivdy, které velká rada páchá na lidu (sbor Radujme se z mládí svého a Andreův zpěv Nemohu na křivdu dál se dívat). Proto chce svrhnout republiku, převzít veškerou moc v Benátkách a prohlásit se králem. K tomu je smluven s dávným nepřítelem republiky, vévodou padovským, že jeho vojska vtrhnou do Benátek a pomohou Andreovi provést násilný převrat. Má se tak stát ještě dnešního dne, v den tradičních symbolických zásnub dóžete s mořem, který má být rovněž dnem Andreovy svatby s Beatricí, dcerou bohatého velmože Flavia. Andreovi druhové mu slibují pomoci.
O něco později se na náměstí setkávají Bernini, Rovigo a Mangone, členové Rady desíti. Bernini byl na předsvatební slavnosti u Flaviů a soudě podle toho, jak se hosté chovali, obává se, že Andrea Crini se chce s pomocí Padovanů prohlásit králem. Velmoži si navzájem přísahají, že budou bránit republiku proti Criniho tyranským choutkám (tercet Hle, toť Bernini… Přísahejte na svou čest).
Svítá a lid se schází, aby viděl slavnost, a dostane se do potyčky s gardou, která má udržovat pořádek (sbor Znovu přišlo jaro luzné). Ta přestane, když v honosném průvodu přichází Andrea Crini a výmluvně slibuje lidu, že se na něho může spoléhat (zpěv Andrey se sborem Děkují vám z plna srdce). Na okrášlené gondole připlouvá Flavio s dcerou Beatricí; dóžův syn se před nimi pokloní a Andrea a Beatrice se ujišťují o vzájemné lásce (duet se sborem Ranním paprskem dnešního jitra… Ó blažená to chvíle dnes). Poté lid vítá dóžete vynášeného z jeho paláce v průvodu hodnostářů (sbor Sláva tobě, jasný pane!). Dóže lidu děkuje za přítulnost. Poté žádá formálně Flavia o ruku jeho dcery pro svého syna. Flavio svoluje a sluhové a mouřeníni přinášejí Beatricino bohaté věno (sbor Bohatstvím slynoucí). Ženichovi a nevěstě přicházejí přát i deputace lidu s kytarami (píseň Jestli naše slova prostá). Dóže a Flavio děkují a oznamují dobročinné dary.
V tom však zazní poplašné údery na zvon. Nastane chaos; jeden občan přináší zprávu, že Benátky napadlo padovské vojsko a plení město, navíc prý provolává slávu jakémusi „benátskému králi“. Andrea to bere za signál, tasí meč a přiznává, že invaze se koná na jeho pokyn. Přitom vyčítá otci a šlechticům, že utlačovali lid, a vyzývá přítomné, aby se přidali k němu. Učiní tak jen hrstka.
Ale ukazuje se, že padovský vévoda využil situace a Andreovy naivity a prohlásil se králem sám. Andreovi nezbývá, než zachránit si čest smrtí v boji. Ale Beatrice ho zdržuje a žádá, aby nejprve poskytl vysvětlení otci. Přitom Andreu nenápadně odzbrojí. Zděšený dóže nepřijímá synovy omluvy a nevěří, že by najednou obrátil a šel bojovat proti Padovským. Dává ho zajmout a odvést do vězení. Sám, byť stár, zvedá meč a chce jít na obranu Benátek. Vtom dojde zpráva, že republikánské obraně se již podařilo nepřítele vypudit. Dóže odchází vzdát díky ochránci města svatému Markovi.

### 2. dějství
(Síň poradní v dóžecím paláci) Kapitán dóžecí gardy uvádí Beatrici s její společnicí Mariannou do síně, v níž má Velká rada soudit Andreu. Beatrice hodlá u rady orodovat za milost pro Andreu. Ten zatím čeká na soud ve vedlejší místnosti a kapitán Beatrici umožní, aby se s ním setkala. Andrea ji odprošuje a Beatrice ho ujišťuje, že ho stále miluje, čímž Andreovi dodává posilu; oba si přísahají lásku až za hrob (scéna Sem vejděte, signoro, duet Můj Andreo! – Má Beatrice! a kvartet Má duše žije pro tebe… Ó drahá, v tvojí náruči). Když se Velká rada začne scházet, musí se rozloučit.
Šlechtici po svém příchodu utvoří kroužky kolem Andreova odpůrce Berniniho a jeho zastánce Traffelina. Obě strany se dají do hádky a nakonec tasí zbraně. Dóže vstupuje a kárá je; pak dává předvolat svého syna (scéna Co myslíte, jak třeba rozsoudit? a zpěv dóžete Aj, pánové… Těžká vina mého syna). Rovigo, člen Rady desíti, vznáší obžalobu a žádá pro Andreu trest smrti (monolog Na Andrea Crini, dožova syna). Pak má slovo Andrea, ale ten odmítá na (pravdivá) obvinění odpovídat před sborem, v němž není pochopení jeho snah – zaklíná se však, že má čisté svědomí (árie Co na omluvu říci mám?).
Do síně se vrhne Beatrice a žadoní o Andreův život (zpěv Mne, pánové vzácní, slyšte), ale dóže ji posílá pryč a naznačuje, že svou intervencí Andreovi neprospívá. Flavio ji odvádí. Za Andreovy příznivce hovoří Traffelin; líčí ho jako naivního mladíka s dobrým srdcem, jenž byl oklamán svými rádci, a navrhuje potrestat ho vyhoštěním (monolog Já návrh chci vám činit). Dóže káže Andreu odvést a dává pokyn ke hlasování. Výsledek je rovný počet hlasů pro smrt a pro vyhnanství; rozhodnout má hlas dóžete. Věren republice, dóže s těžkým srdcem odsuzuje svého syna ke smrti a padá do mdlob (závěrečný zpěv Zda jsem o radu se tázal?). Zoufalý syn líbá jeho roucho a odchází zdrcen do vězení.

### 3. dějství
(Piazzeta v Benátkách, den Nanebevzetí) Lid je vzrušen – má se konat nejen každoroční slavnost, ale navíc poprava Andrey Criniho (sbor Nastal již den radovánek). Kapitán gardy předčítá rozsudek (zpěv Ve jménu velké benátské rady). Přichází dóže v průvodu, v němž nechybí Beatrice, a honosná slavnost začíná (sbor Bucintoro již se blíží). Dóže s nejvyššími hodnostáři vstupuje na loď a Bernini mu podává drahocenný prsten, který má hodit do vody jako symbolický akt zásnub Benátek s mořem. V té chvíli zvoní umíráček – Andreu vedou na popravu. Jásot lidu rázem se mění v tichý žal, když spatřuje slzy v očích dóžete, který z lásky k otčině obětoval vlastního syna. Když zvon zmlkne, Beatrice chce Andreu následovat ve smrti a vrhne se do vln. Někteří lidé, kteří dovedou plavat, ji chtějí zachránit, ale dóže jim zastoupí cestu (zpěv Zpátky, pravím, zpátky) – Andrea prý odpykal smrtí svou vinu a nevěstu si zaslouží. Dóže vrací Berninimu prsten: není třeba jím mrhat, moře si už za letošní oběť vzalo vzácnější klenot – Beatrici. Následně dóže vyhlašuje rozhodnutí, na kterém se Velká rada po soudu nad Andreou dohodla: ve snaze předejít dalším pokusům o převrat uznala nespravedlivost dosavadních zákonů a usnesla se darovat všem Benátčanům svobodu (závěrečný zpěv dožete se sborem Benátský lide, slyš mou zvěst). Oběť Andreova tak nebyla marná.